# Star Trek: Short Treks
Star Trek: Short Treks je americký krátkometrážní sci-fi televizní seriál ze světa Star Treku. Zveřejňován byl na internetové platformě CBS All Access v letech 2018–2020, celkem vzniklo 10 dílů ve dvou řadách.
Short Treks je antologický seriál, který vznikl jako doplněk seriálu Star Trek: Discovery, jehož postavy a prostředí původně využíval. Děj prvních samostatných epizod tedy souvisel s hvězdnou lodí USS Discovery a její posádkou. Další díly vydávané v roce 2019 se zaměřily na USS Enterprise pod velením Christophera Pikea, jeden ukázal Kirkovu Enterprise („Ephraim and Dot“), jeden se týkal dětství postavy z Discovery („The Girl Who Made the Stars“) a jeden sloužil jako předehra pro seriál Star Trek: Picard („Children of Mars“).

## Příběh
Každý díl seriálu Short Treks tvoří krátký příběh, v němž vystupují různé postavy. Jde o samostatné, nijak nepropojené epizody, které hlouběji rozvíjejí prostředí Star Treku.

## Seznam dílů

### První řada (2018–2019)
| Č. v seriálu | Č. v řadě | Původní název      | Český název        | Režie               | Scénář                                                      | Zveřejnění        |
| --- | --------- | ------------------ | ------------------ | ------------------- | ----------------------------------------------------------- | ----------------- |
| 1 | 1         | Runaway            | Na útěku           | Maja Vrvilo         | Jenny Lumetová a Alex Kurtzman                              | 4. října 2018     |
| Obsazení: Mary Wisemanová (český dabing: Ivana Korolová) jako kadet Sylvia Tillyová, Yadira Guevara-Prip jako Me Hani Ika Hali Ka Po, Mimi Kuzyková (český dabing: Irena Hrubá) jako Siobhan Tillyová                               |           |                    |                    |                     |                                                             |                   |
| 2 | 2         | Calypso            | Calypso            | Olatunde Osunsanmi  | námět: Sean Cochran a Michael Chabon scénář: Michael Chabon | 8. listopadu 2018 |
| Obsazení: Aldis Hodge (český dabing: Filip Švarc) jako Craft, Annabelle Wallisová jako Zora (hlas) |           |                    |                    |                     |                                                             |                   |
| 3 | 3         | The Brightest Star | Nejjasnější hvězda | Douglas Aarniokoski | Bo Yeon Kimová a Erika Lippoldtová                          | 6. prosince 2018  |
| Obsazení: Doug Jones (český dabing: Tomáš Juřička) jako Saru, Hannah Spearová jako Siranna, Robert Verlaque (v českém znění Luděk Čtvrtlík) jako Aradar, Michelle Yeoh (český dabing: Dagmar Čárová) jako poručík Philippa Georgiou |           |                    |                    |                     |                                                             |                   |
| 4 | 4         | The Escape Artist  | —                  | Rainn Wilson        | Michael McMahan                                             | 3. ledna 2019     |
| Obsazení: Rainn Wilson jako Harry Mudd |           |                    |                    |                     |                                                             |                   |

### Druhá řada (2019–2020)
| Č. v seriálu | Č. v seriálu | Původní název               | Režie               | Scénář                                           | Zveřejnění         |
| --- | ------------ | --------------------------- | ------------------- | ------------------------------------------------ | ------------------ |
| 5 | 1            | Q&A                         | Mark Pellington     | Michael Chabon                                   | 5. října 2019      |
| Obsazení: Rebecca Romijnová jako nadporučík Una, Ethan Peck jako praporčík Spock, Anson Mount jako kapitán Christopher Pike                                                                                                 |              |                             |                     |                                                  |                    |
| 6 | 2            | The Trouble with Edward     | Daniel Gray Longino | Graham Wagner                                    | 10. října 2019     |
| Obsazení: Anson Mount jako kapitán Christopher Pike, Rosa Salazarová jako kapitán Lynne Lucero, H. Jon Benjamin jako Edward Larkin                                                                                          |              |                             |                     |                                                  |                    |
| 7 | 3            | Ask Not                     | Sanji Senaka        | Kalinda Vazquezová                               | 14. listopadu 2019 |
| Obsazení: Anson Mount jako kapitán Christopher Pike, Ethan Peck jako poručík Spock, Rebecca Romijnová jako nadporučík Una, Amrit Kaurová jako kadet Thira Sidhu                                                             |              |                             |                     |                                                  |                    |
| 8 | 4            | Ephraim and Dot             | Michael Giacchino   | Chris Silvestri a Anthony Maranville             | 12. prosince 2019  |
| Obsazení: Kirk Thatcher jako vypravěč, Jenette Goldsteinová jako počítač Enterprise (hlas). Archivní nahrávky: William Shatner jako James T. Kirk, Ricardo Montalbán jako Khan Noonien Singh, George Takei jako Hikaru Sulu |              |                             |                     |                                                  |                    |
| 9 | 5            | The Girl Who Made the Stars | Olatunde Osunsanmi  | Brandon Schultz                                  | 12. prosince 2019  |
| Obsazení: Kenric Green jako Mike Burnham, Kyrie McAlpinová jako Michael Burnham |              |                             |                     |                                                  |                    |
| 10 | 6            | Children of Mars            | Mark Pellington     | Kirsten Beyerová, Jenny Lumetová a Alex Kurtzman | 9. ledna 2020      |
| Obsazení: Ilamaria Ebrahimová jako Kima, Sadie Munroeová jako Lil |              |                             |                     |                                                  |                    |

## Produkce
V červenci 2018 byl na Comic-Conu v San Diegu představen připravovaný projekt čtyř krátkých antologických epizod s pojmenováním Star Trek: Short Treks. Toto oznámení přišlo v době přestávky mezi první a druhou řadou seriálu Star Trek: Discovery, respektive v době natáčení druhé řady tohoto pořadu. Jednotlivé díly antologického seriálu Short Treks měly být zveřejněny na streamovací platformě CBS All Access televize CBS ještě před vysíláním druhé série Discovery. O dva měsíce později, 20. září 2018, byly zveřejněny názvy jednotlivých dílů, datum premiéry prvního z nich, 4. října 2018, i měsíční frekvence vysílání.
Po zveřejnění všech čtyř dílů uvedl v lednu 2019 Alex Kurtzman, showrunner Discovery a producent ostatních připravovaných startrekových projektů, že televize CBS objednala dvě animované epizody Short Treks, s jejichž uvedením se počítá po závěrečném dílu druhé řady Discovery. Na Comic-Conu v San Diegu byla v červenci 2019 oznámena šestice připravovaných dílů: kromě zmíněných dvou animovaných se jednalo o epizodu popisující události, které vedly k příběhu v seriálu Star Trek: Picard, a trojici dílů související s posádkou USS Enterprise pod velením Christophera Pikea.